# Nida Manzoor
Nida Manzoor es una directora y escritora de televisión británica. Es conocida por dirigir dos episodios de Doctor Who y crear el programa de comedia de Channel 4 We Are Lady Parts .

## Biografía
Manzoor creció en el seno de una familia musulmana paquistaní. Su familia vivió en Singapur hasta los 10 años y luego se mudó a Londres. Manzoor asistió a la escuela St James.
Se crio en un hogar musical y su padre le compró su primera guitarra cuando tenía 8 años. Manzoor ha descrito la música como su "primera pasión", explicando: "Quería ser una chica morena Bob Dylan antes de querer escribir guiones". También comenzó a escribir joven explicando que fue su abuelo quién la animó y que guardaba todo lo que ella escribía en un archivo.
Las influencias de la infancia de Manzoor incluyeron películas de Jackie Chan, los hermanos Coen, Edgar Wright y el viejo cine de Hollywood.
Se graduó de la University College London (UCL) con una licenciatura en Política en 2011. Mientras estaba en la universidad, Manzoor participó en la Film Society de la UCL. La familia de Manzoor esperaba que estudiara leyes y se convirtiera en abogada de derechos humanos, pero ella los convenció para que le permitieran seguir una carrera en el cine.

### Trayectoria profesional
Manzoor comenzó su carrera cinematográfica trabajando como mensajera en Soho . Luego consiguió trabajos como guionista para la CBBC .
Después de los primeros cortos como Layla y Arcade, Manzoor escribió episodios para Dixi y Jamillah y Aladdin en 2016. Su primer papel como directora fue en la primera serie de Enterprice, lanzada en 2018. En 2018, también recibió el encargo de realizar un episodio piloto (titulado "Lady Parts") que después se convertiría en We Are Lady Parts . Manzoor escribió y dirigió el episodio. Su emisión generó una importante polémica y que le llevó a cerrar sus cuentas de redes sociales.
También dirigió un piloto de comedia, Hounslow Diaries, que se proyectó en BBC Three en 2018.
Dirigió dos episodios de Doctor Who, " Fugitive of the Judoon " y " Nikola Tesla's Night of Terror ", que se proyectaron en 2020.
We Are Lady Parts se convirtió en serie completa en 2021, escrita, dirigida y producida por Manzoor quien ha explicado que la serie es un poco autobiográfica. Ha citado This is Spinal Tap y The Young Ones como influencias para la serie. Manzoor coescribió la música con sus hermanos Shez Manzoor y Sanya Manzoor, y con su cuñado Benjamin 'Benni' Fregin. La banda sonora de la serie ha sido lanzada en un álbum digital.
Manzoor forma parte de la Junta Asesora de Becas de Artistas de Pillars.

## Romper los estereotipos sobre las mujeres musulmanas
En We Are Lady Parts Manzoor reivindica romper con los estereotipos sobre las mujeres musulmanas.  “Cuando empecé a escribir, repetidamente me pedían que escribiera sobre asesinatos por honor y matrimonios forzados, como si eso fuera lo que significaba ser una mujer musulmana”, “Fue frustrante porque esta idea de que éramos pasivas no reflejaba mi experiencia ni la de las mujeres que conocía. Vengo de una familia de mujeres divertidas y nunca había visto a muchas mujeres musulmanas reales exploradas en las comedias ". Como respuesta, explica, decidí escribir una historia que "explorara este aspecto de mi identidad, pero con música, humor, amistades femeninas y un personaje principal cuyo viaje hacia lograr la suficiente confianza para expresarse reflejaba el mío".

## Premios y reconocimientos
- En 2015, Manzoor fue nombrada entre los Hot Shots de Broadcast Magazine por su cortometraje 7.2. [7]

- En 2019 ganó el premio a la mejor directora en comedia dramática / comedia de situación en los premios Craft & Design Awards 2019 de la Royal Television Society por su trabajo en Enterprice .[23]

## Filmografía

### Cine
| Año  | Título | Acreditada como | Acreditada como | Acreditada como | Notas |
| Año  | Título | Guionista       | Directora       | Productora      | Notas |
| ---- | ------ | --------------- | --------------- | --------------- | ----- |
| 2013 | Layla  | Sí              | Sí              | Sí              | Corto |
| 2013 | Arcade | Sí              | Sí              |                 | Corto |
| 2014 | 7.2    | Sí              | Sí              |                 | Corto |

### Televisión
| Año           | Título                  | Acreditada como | Acreditada como | Acreditada como | Notas                               |
| Año           | Título                  | Guionista       | Directora       | Productora      | Notas                               |
| ------------- | ----------------------- | --------------- | --------------- | --------------- | ----------------------------------- |
| 2016          | Dixi                    | Sí              |                 |                 | 6 episodios                         |
| 2016          | Jamillah and Aladdin    | Sí              |                 |                 | 3 episodios                         |
| 2017          | Halloween Comedy Shorts |                 | Sí              |                 | Episodio: "A Deal"                  |
| 2017–2018     | Enterprice              |                 | Sí              |                 | 5 episodios                         |
| 2018          | Hounslow Diaries        |                 | Sí              |                 | Televisión piloto                   |
| 2018–presente | We Are Lady Parts       | Sí              | Sí              | Associate       | 7 episodios; creadora y coguionista |
| 2020          | Doctor Who              |                 | Sí              |                 | 2 episodios                         |